# Arquitectura jeffersoniana

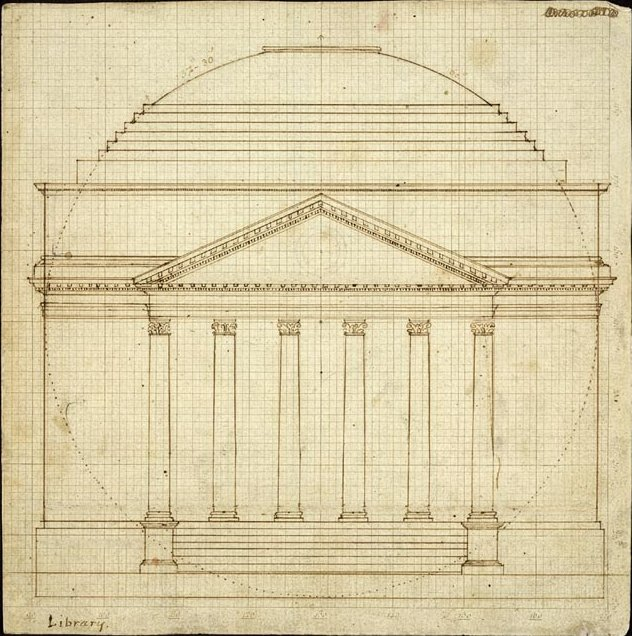
Bosquejo del plan de Jefferson para la Rotonda de la Universidad de Virginia.

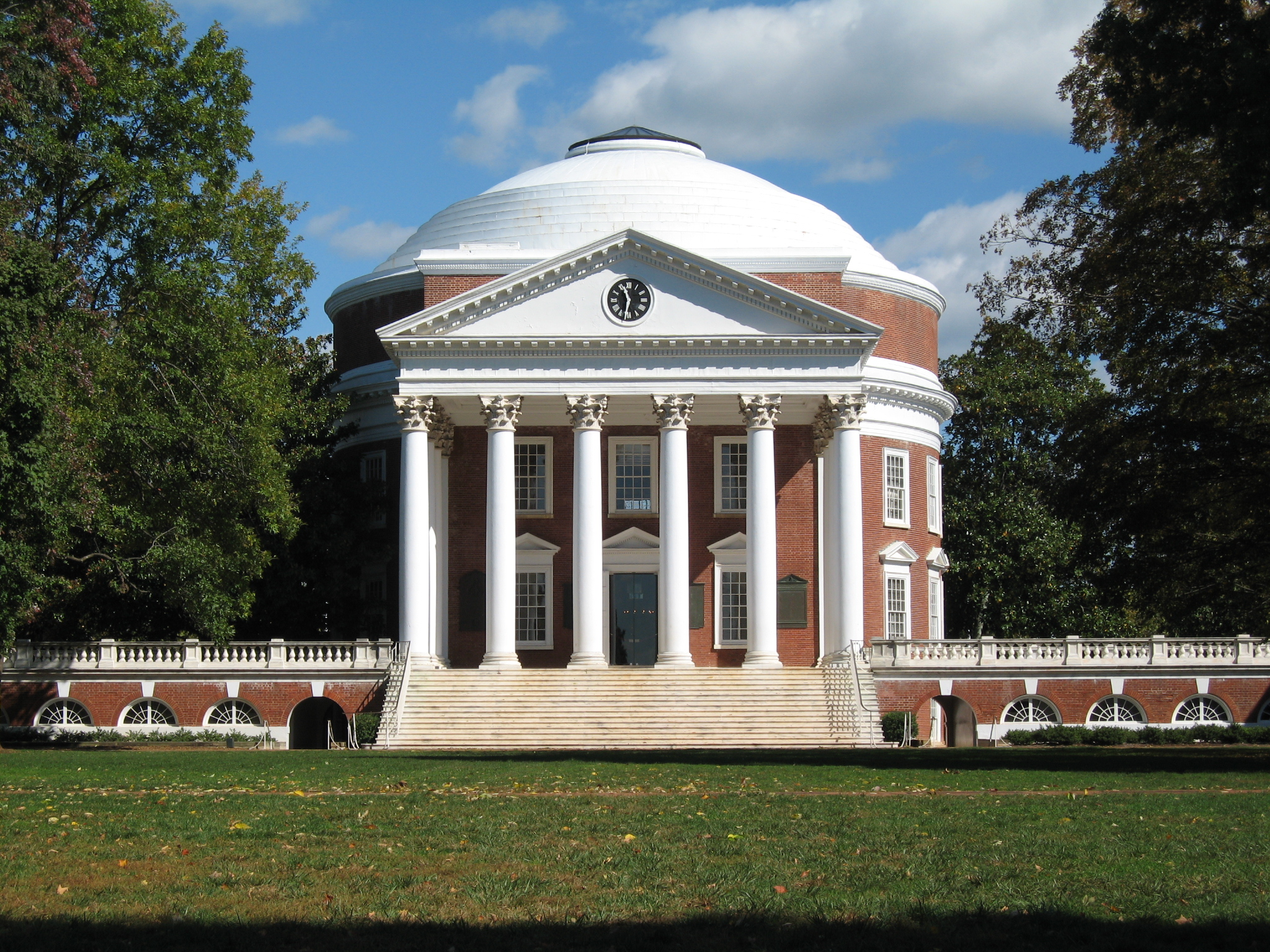
La Rotonda en 2006.

La Arquitectura jeffersoniana es una forma estadounidense de neoclasicismo y/o neopalladianismo encarnado en los diseños arquitectónicos del presidente y erudito de los Estados Unidos, Thomas Jefferson, de quien lleva su nombre. Estos incluyen su casa (Monticello), su retiro (Poplar Forest), la universidad que fundó (Universidad de Virginia) y sus diseños para las casas de amigos y aliados políticos (especialmente Barboursville). Más de una docena de casas particulares que llevan su sello personal siguen en pie hoy. El estilo de Jefferson fue popular en el período estadounidense temprano casi al mismo tiempo que la arquitectura del neogriego más convencional también se estaba poniendo de moda (1790-1830) con su ayuda.

## Características

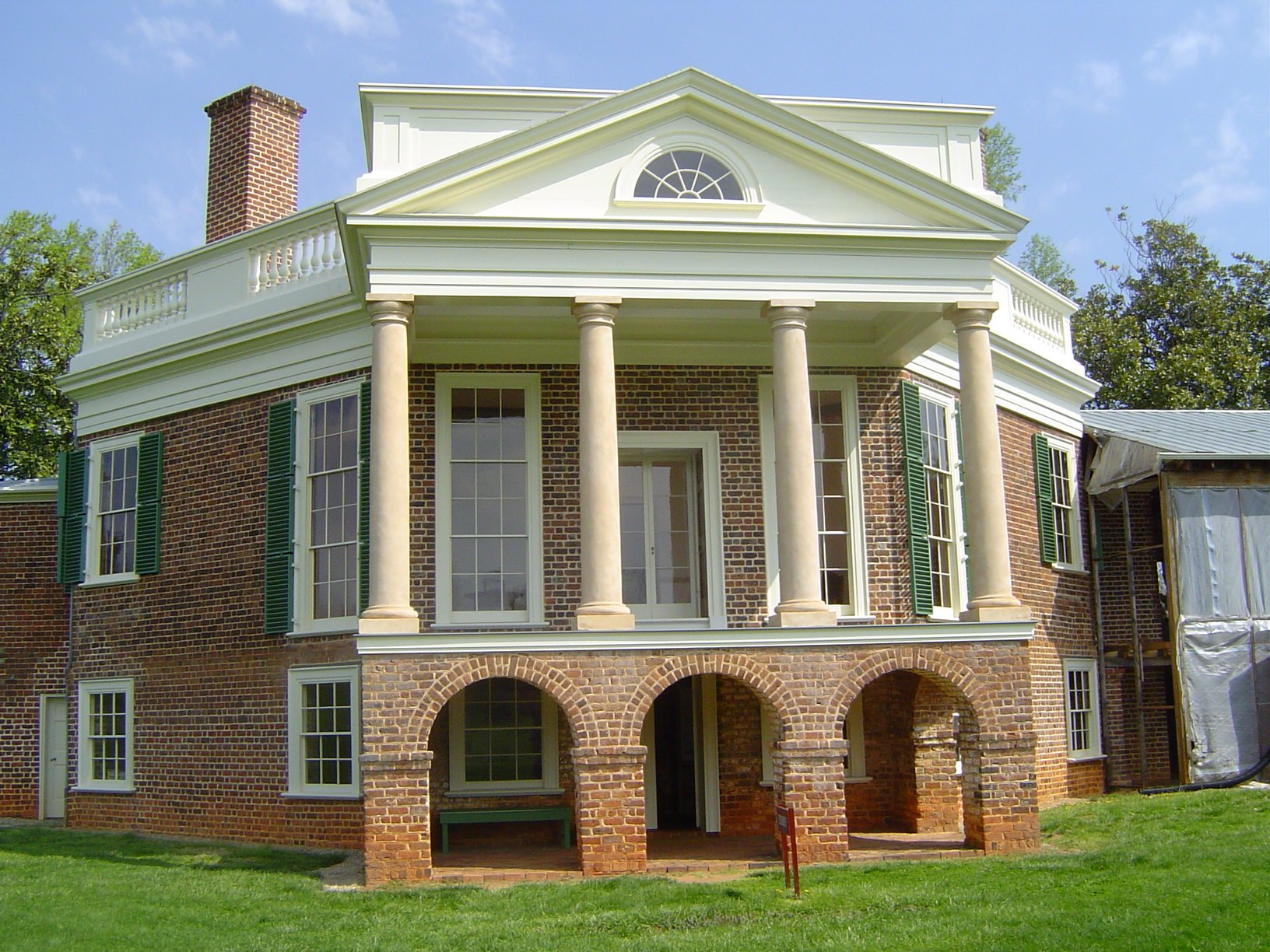
Poplar Forest, de estilo jeffersoniano y octagonal.

## Monticello

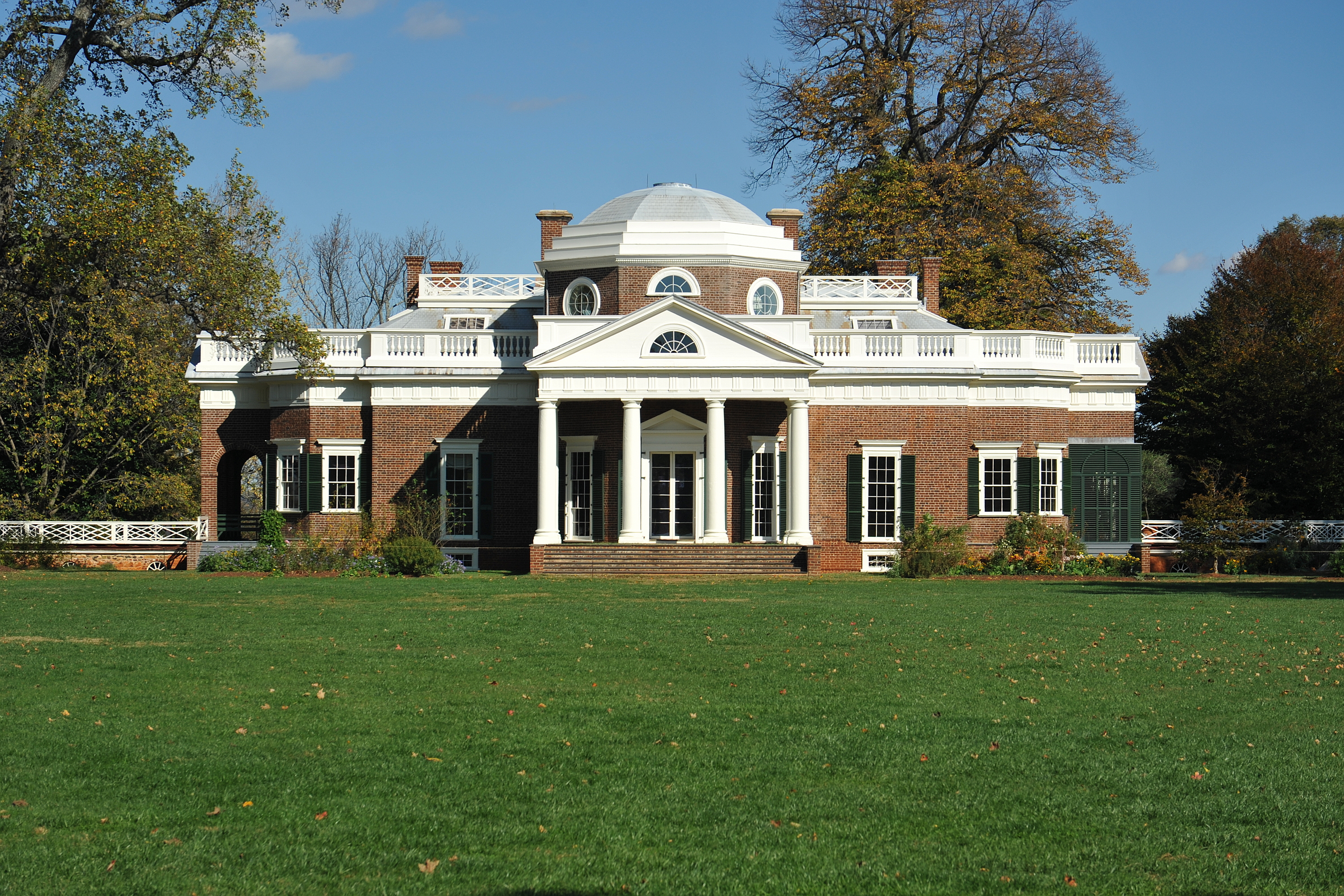
Monticello.

## Lista de edificios jeffersonianos

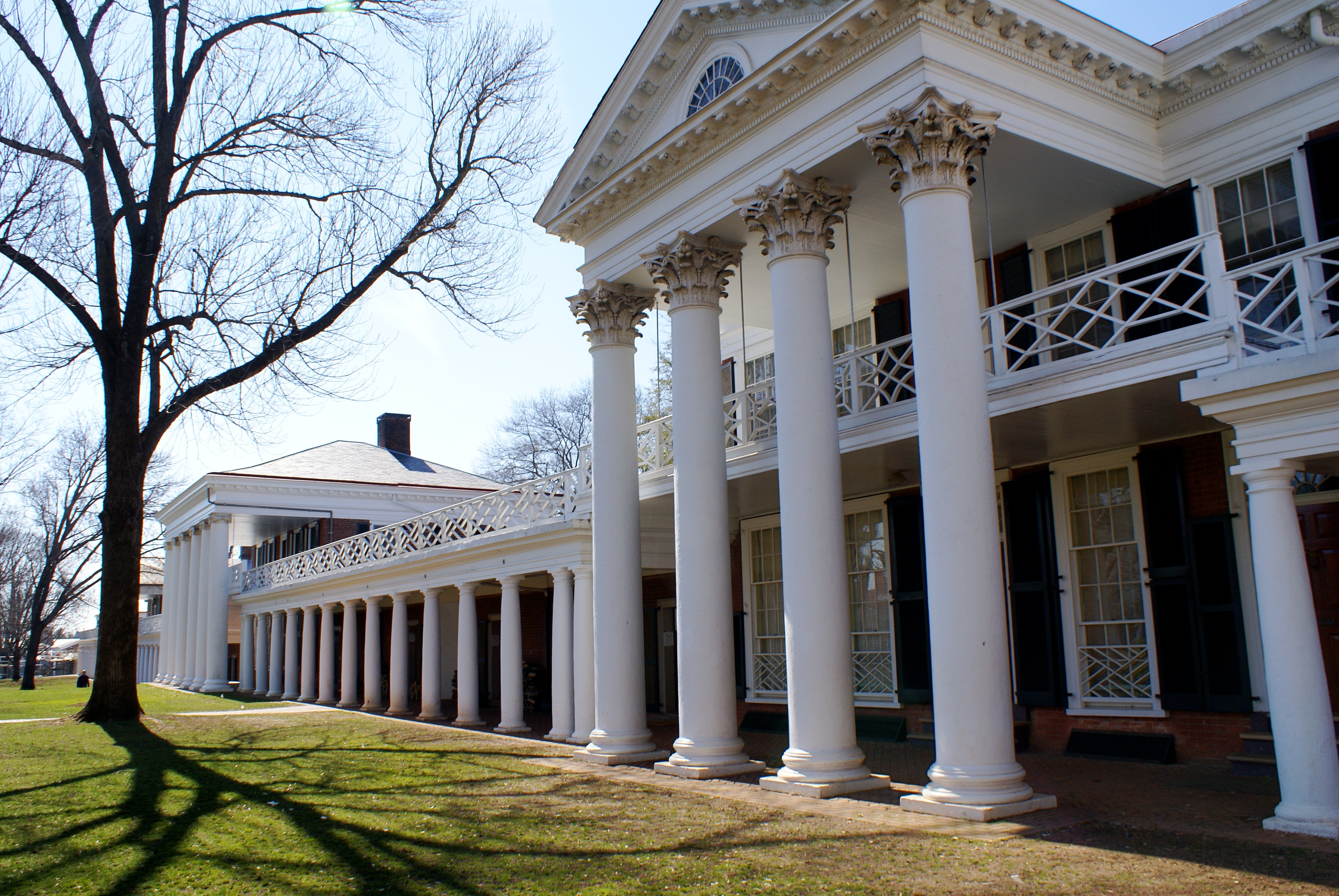
Pabellones III y V, The Lawn, Universidad de Virginia.

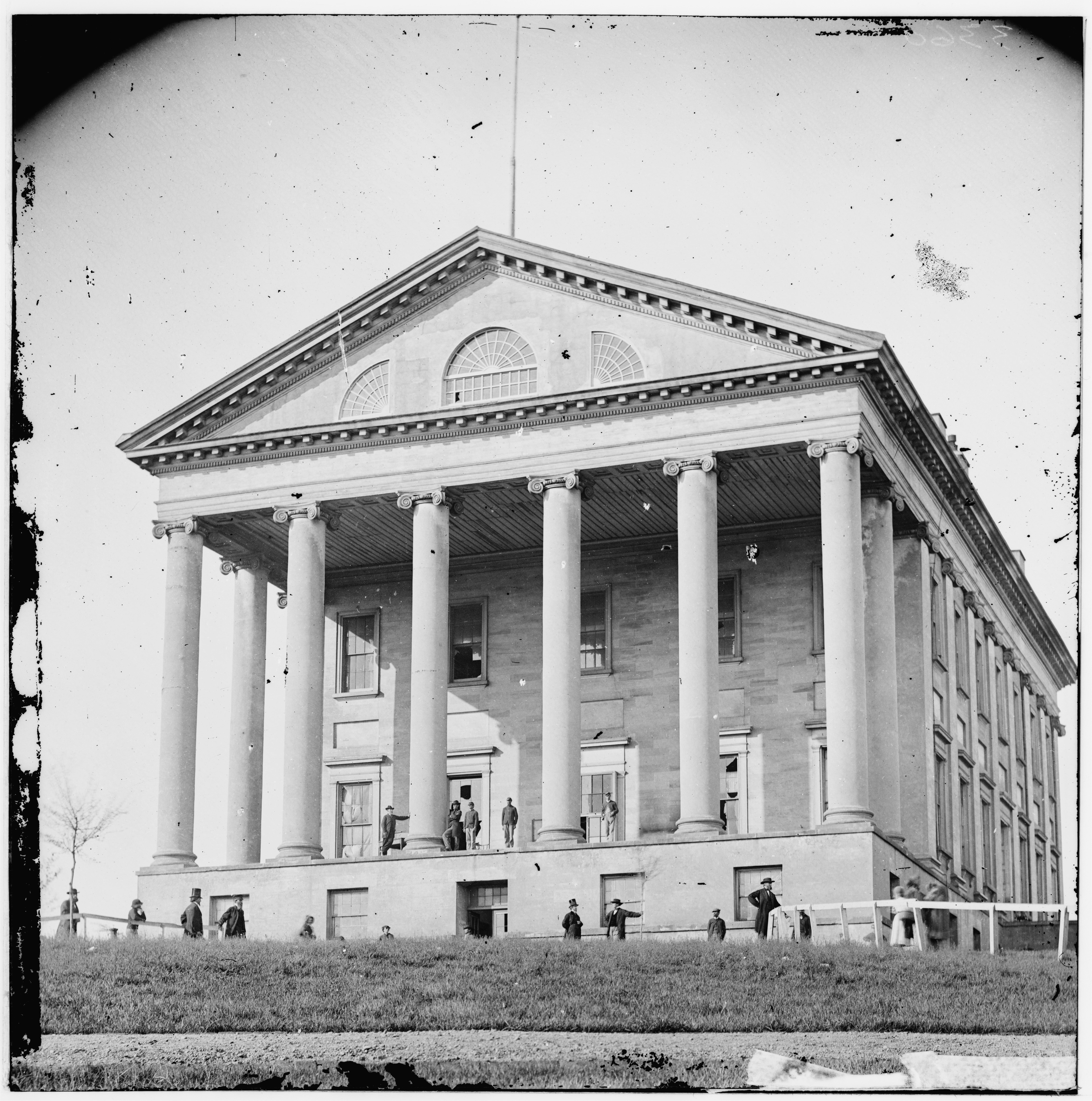
El Capitolio del Estado de Virginia en 1865.

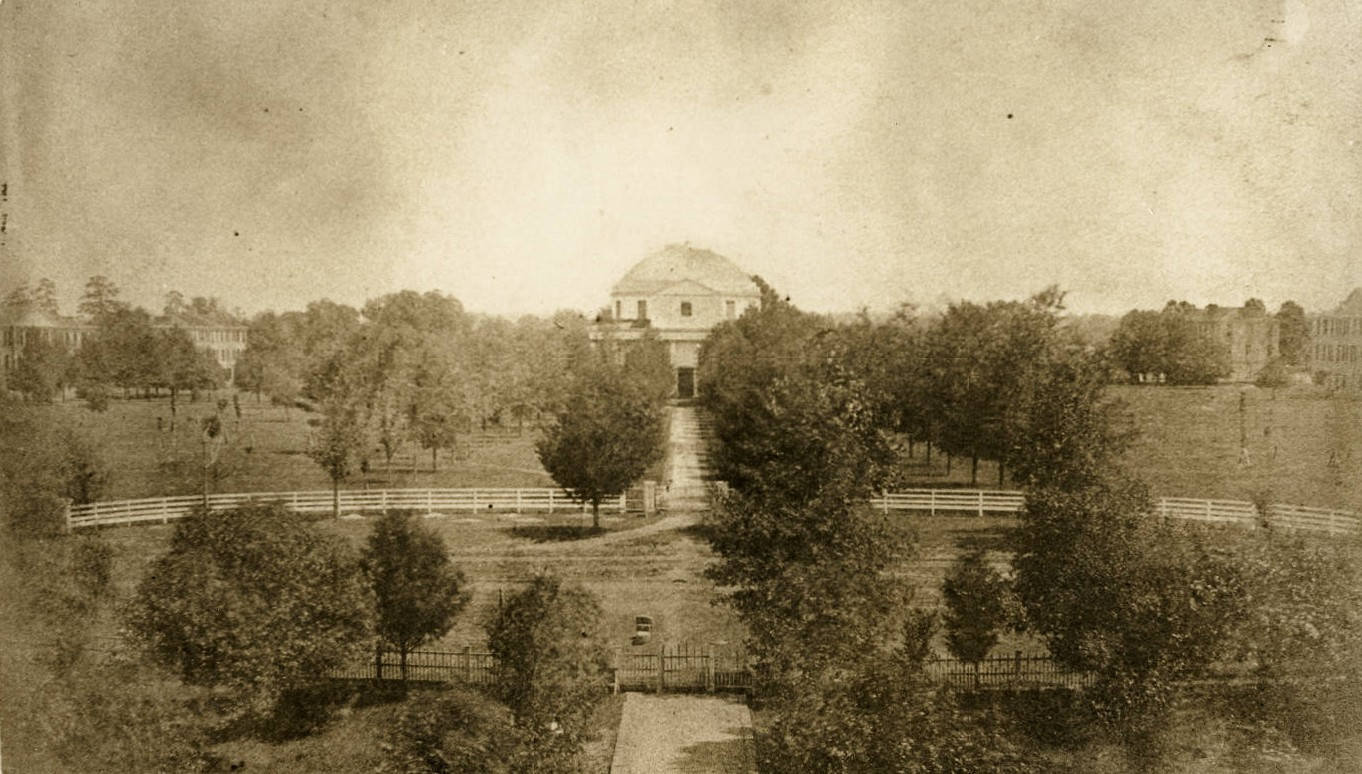
El Quad de la Universidad de Alabama (vista trasera) en 1859; Todo lo visible se quemó en Wilson's Raid (1865) y nunca se reconstruyó.